# Талематрос
Талематрос је главни град и средиште Мрачних Темплара на Шакурасу. 
Након што су Протоси са Ајура допутовали на Шакурас у Епизоди IV, послали су део својих снага у Талематрос да унапреди одбрану града.
Талематрос је ситуиран на високом брду са пет добро брањених рампи које му чувају прилаз. Шта више, одбрани су доприносили пилони на бази Кајдаринског кристала, који су генерисали електромагнетско поље довољно јако да спречи Зергове да лете у њиховој близини.
У Епизоди IV, Заражена Кериган се враћа на Шакурас да „доврши неке послове“. Међутим, да би освојила Талематрос, била јој је потребна диверзија. Њен помоћник, Самир Дуран, успева да примети слабу тачку у одбрани града. Наиме, ако би могао да постави експлозив код пет кајдаринских Стубова и симултано детонира свих пет направа, могао би да преоптерети Стубове, што би направило сасвим адекватну диверзију која је била потребна Кериган. Наравно, ипак би пре тога морао да предводи Зергове уз брдо преко свих одбрамбених рампи, чуваних од стране како Мрачних, тако и Протоса са Аиура.
Епилог приче је да је Дуранов план прошао боље него очекивано. Цео град је експлодирао, будући да су све грађевине биле повезане на кајдаринску мрежу. У гужви која је уследила, Кериган је остварила своје замисли и побегла.
Није познато да ли је град обновљен после овог догађаја.